# 大西洋決心行動

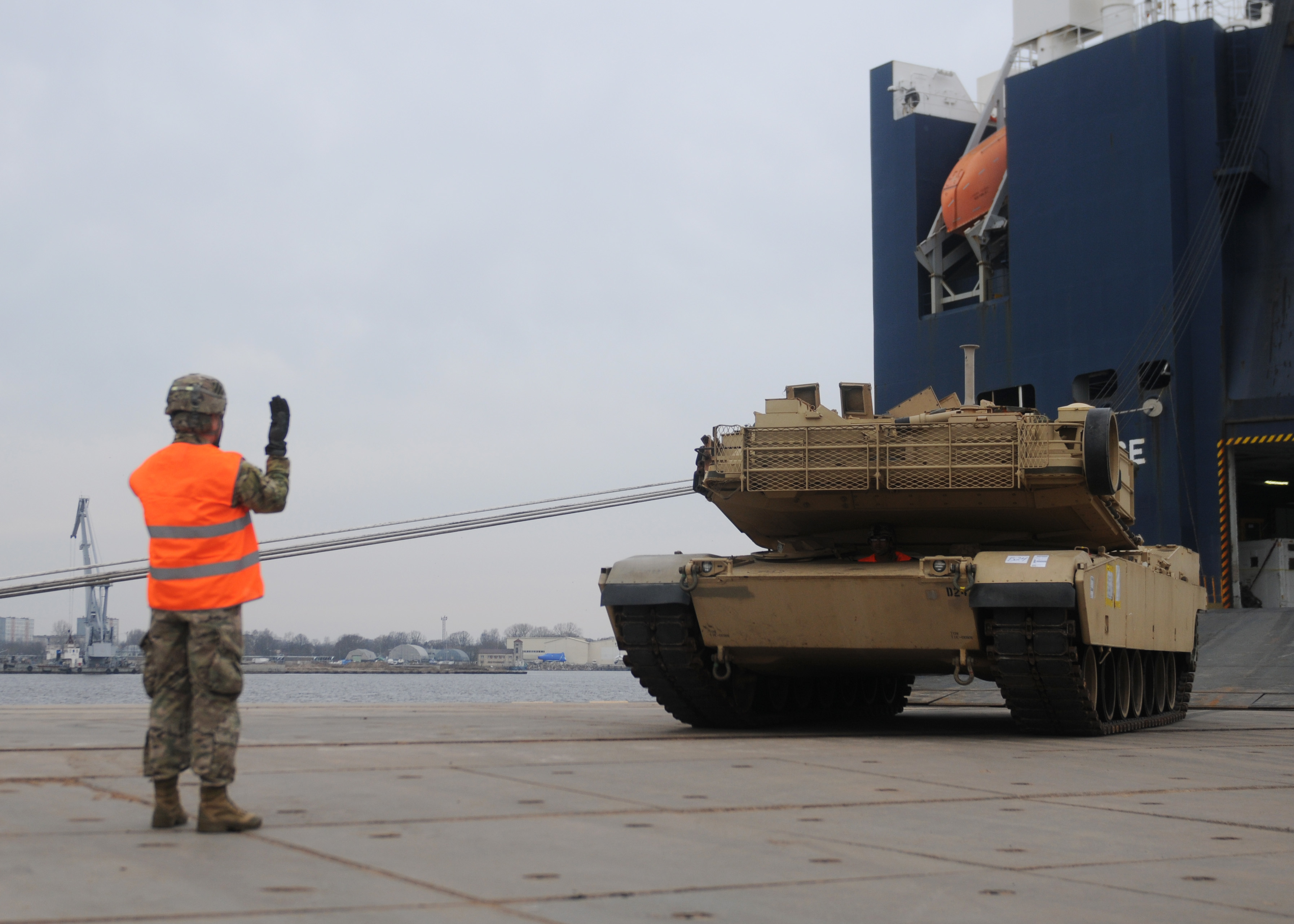
2015年3月，一輛美國陸軍的坦克正從停靠在拉脫維亞里加的船艦中駛出，這是大西洋決心行動訓練的一部份。

大西洋決心行動（英語：Operation Atlantic Resolve，縮寫：OAR），是一項針對俄羅斯的軍事行動計畫。根據參與方的說法，此行動的主旨是協助烏克蘭应对顿巴斯战争後的威脅。OAR的經費主要來自美國發起的歐洲再保證倡議（European Reassurance Initiative），用以加大美軍與北約在歐洲的保護力度。依照計畫所述，美軍會逐步增加在該地區的陸海空三軍兵力、強化原有的軍事計畫與演習，並參與或協助增強北約盟友的防衛能力，且美軍也將致力於在東歐保持「長期存在」。
OAR雖然並不是由北約主導，但受到北約的鼓勵與支持。美軍自該計畫實施的2014年起，已經協助或參與了愛沙尼亞，拉脫維亞，立陶宛，波蘭，羅馬尼亞和保加利亞等國的部隊訓練或軍事演習，擴大與這些國家的合作。

## 行軍

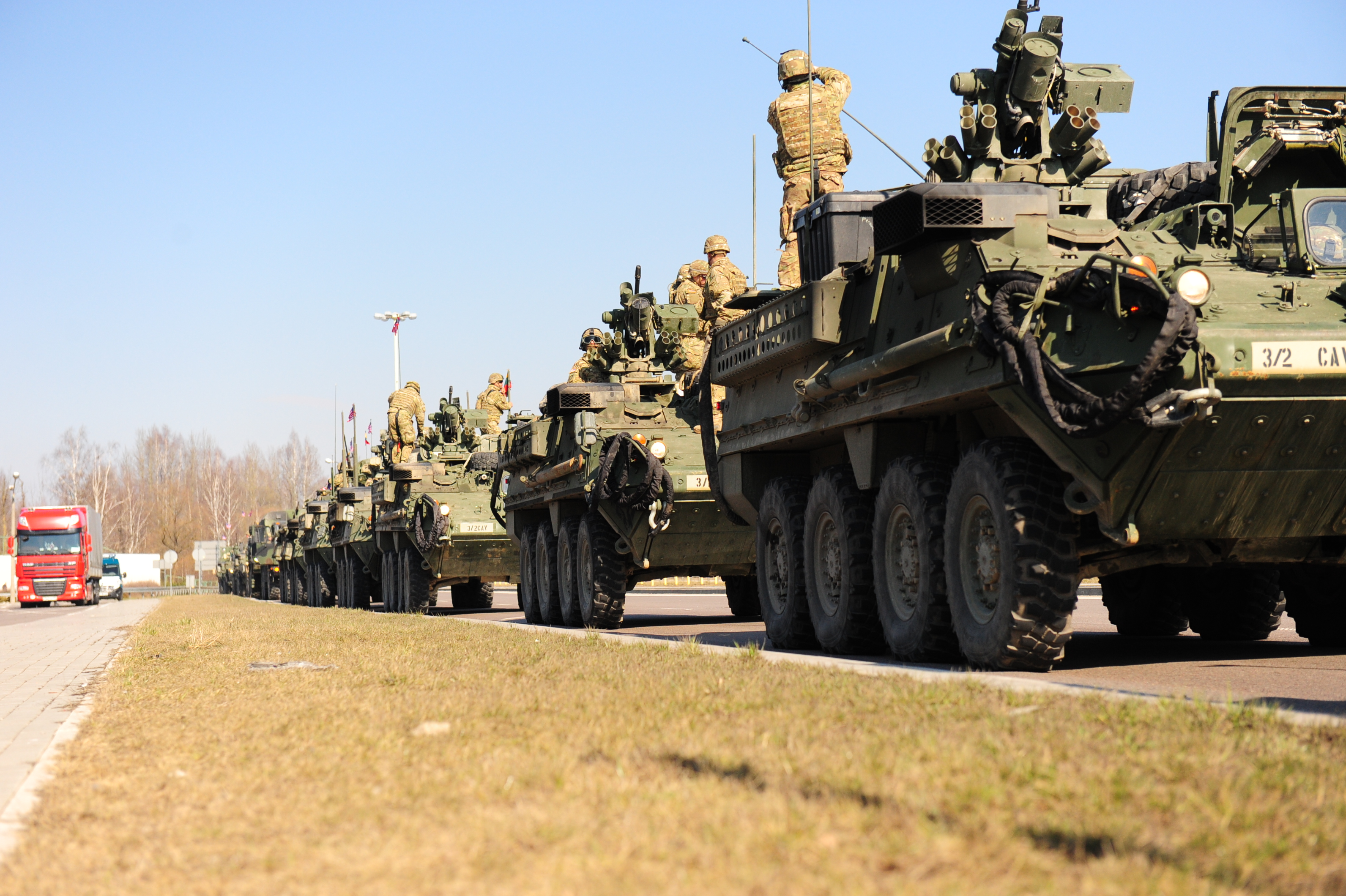
第四天照片

龍騎行動（Operation Dragoon Ride）是2015年3月底至4月的一項軍事演習，屬於大西洋決心行動的一部分，目的在驗證美國陸軍與北約盟國轉移軍人與技術人員的能力。行軍範圍橫跨波罗的海国家、波蘭、捷克，經過公路返回美軍在德國菲尔塞克的駐地。行動的名稱引自此次美軍主要參與者第2騎兵團的暱稱「Dragoons」。

## 外部連結
- （英文）美國國防部大西洋決心行動專題 （页面存档备份，存于）
- （英文）美國陸軍駐歐洲司令部大西洋決心行動專題 （页面存档备份，存于）